# Luís Maria de Carvalho Daun e Lorena
D. Luís Maria de Carvalho Daun e Lorena ComC • ComNSC (Lisboa, 9 de Maio de 1828 - Palácio Mitelo, Pena (Lisboa), 1 de Dezembro de 1894), 1.º Marquês de Pomares, foi um político português.

## Família
Filho segundo de D. Nuno José Gaspar de Carvalho e Melo Daun e Lorena, 3.º Conde da Redinha (1793-1865), e de sua mulher e prima Maria Vitória de São Paio Melo e Castro (1794-1837).

## Biografia
Senhor Consorte do Morgado de Pomares e doutros vínculos na Província da Beira e Doutor em Cânones, foi Moço Fidalgo da Casa Real com exercício no Paço e Fidalgo Cavaleiro da Casa Real e, filiado no Partido Progressista, Deputado em várias Legislaturas desde 1869, da Comissão Central do 1.º de Dezembro de 1640 no período de 21 de Novembro de 1868 a 3 de Janeiro de 1874 e Par do Reino vitalício por Carta Régia de 1880. Exerceu por três vezes as funções de Governador Civil do Distrito de Lisboa, de 7 de Setembro de 1870 a 6 de Fevereiro de 1871, de 23 de Outubro de 1879 a 12 de Outubro de 1880 e de 9 de Dezembro de 1886 a 13 de Dezembro de 1888, e o 21.º Presidente da Câmara Municipal de Lisboa. A 3 de Fevereiro de 1888 foi nomeado Vogal Extraordinário do Supremo Tribunal Administrativo. Exerceu as funções de Provedor do Asilo de Nossa Senhora da Conceição para raparigas abandonadas, prestando grandes serviços a essa caridosa instituição e, em 1886, presidiu à Comissão das Festas por motivo do casamento do Príncipe D. Carlos com a Princesa D. Amélia de Orleães. Era Grã-Cruz da Ordem de Leopoldo I da Bélgica, Comendador da Real Ordem Militar de Nosso Senhor Jesus Cristo e Comendador da Real Ordem Militar de Nossa Senhora da Conceição de Vila Viçosa.
O título de 1.º Marquês de Pomares foi-lhe concedido por Decreto de D. Luís I de Portugal de 26 de Maio de 1886. Como Armas, usou as de seus pais, os 3.ºs Condes da Redinha, que são as mesmas dos Marqueses de Pombal e Condes de Oeiras: de Carvalho, com timbre de Carvalho e coroa de Marquês.

## Casamento
Casou a 30 de Janeiro de 1860 com sua sobrinha materna Maria Manuela de Brito Castro e Melo de Figueiredo da Costa (Coimbra, Sé Nova, 9 de Março de 1845 - Coimbra, Quinta da Portela, 15 de Janeiro de 1926), filha herdeira à morte de seu irmão e irmãs de António de Brito e Castro de Figueiredo e Melo da Costa (Coimbra, Sé Nova, Quinta de Vila Franca, 2 de Agosto de 1775 - Coimbra, Sé, 7 de Novembro de 1848), Senhor da Casa da Portela e de vínculos em Pomares e outros, Deão da Sé de Coimbra em 1802, Fidalgo Cavaleiro da Casa Real, Comendador da Ordem de Cristo, Doutor de Capelo em Cânones e Lente da Faculdade de Cânones da Universidade de Coimbra, e de sua mulher, da qual foi primeiro marido (Lisboa, Santa Engrácia, Oratório da Casa dos Condes da Redinha, 18 de Novembro de 1839) D. Maria Inês da Luz de Carvalho Daun e Lorena (Lisboa, Santiago, 17 de Fevereiro de 1821 - ?), sem geração. As Armas da Família, que ela representava, estão esculpidas no seu Jazigo da seguinte maneira: escudo esquartelado: o 1.º de Brito, o 2.º de Castro de 13 arruelas, o 3.º de Melo e o 4.º de Figueiredo, sobre o todo escudete de da Costa, com timbre de de Brito e coroa de Marquesa.